# Citykirche
Citykirche ist ein ökumenisches und niederschwelliges Projekt einzelner städtischer Kirchengemeinden verschiedener Konfessionen mit dem Ziel, Passanten zu einem Besuch des Gebäudes zu motivieren. So bezeichnet, sind sie zugleich „Gemeindekirche, Veranstaltungskirche, Jugendkirche, Akademiekirche, Angebotskirche, Profilkirche, Bürgerkirche, Diakoniekirche, Konzertkirche, Kulturkirche“. Als Citykirchenprojekt werden derartige Vorhaben in der Innenstadt bezeichnet, die unter baulichen Aspekten unterschiedlich ausgeprägt sein können, z. B. als Kirchenladen, Anbau an eine wichtige Kirche oder als eigenständiger Pavillon.
Auch im Ausland bestehen derartige Einrichtungen, beispielsweise das Oecumenisch Citypastoraat in Enschede.

## Citykirchen in Deutschland nach Ort (Auswahl)
(in alphabetischer Reihenfolge)
| - St. Nikolaus (Aachen) - Berlin International - Namen-Jesu-Kirche (Bonn) - Katharinenkirche (Frankfurt am Main) - Heiliggeistkirche (Heidelberg) - St. Jakobi (Hildesheim) - Ansgarkirche (Kiel) - KirchenKai (Kiel), eine Einrichtung der City Pastoral Kiel - St. Nikolai (Kiel) - Jesuitenkirche (Koblenz) - Dreifaltigkeitskirche (Konstanz) - Antoniterkirche (Köln) | - Konkordienkirche (Mannheim) - St. Mariä Himmelfahrt (Mönchengladbach) - St. Klara (Nürnberg) - St. Lorenz (Nürnberg) - Nikolaikirche (Reutlingen) - Johanneskirche (Saarbrücken) - Leonhardskirche (Stuttgart) - Vesperkirche Stuttgart, eigenständiges namensgebendes soziokulturelles Konzept - Alte reformierte Kirche Wuppertal - St. Laurentius (Wuppertal) - St. Antonius (Wuppertal) |

## Citykirchen in der Schweiz
- Elisabethenkirche (Basel)
- St.-Jakobs-Kirche (Zürich)
- Peterskapelle (Luzern)

## Sieh auch
- Verlässlich geöffnete Kirche